# 797 (číslo)
Sedm set devadesát sedm je přirozené číslo. Následuje po čísle sedm set devadesát šest a předchází číslu sedm set devadesát osm. Římskými číslicemi se zapisuje DCCXCVII a řeckými číslicemi ψϟζ.

## Matematika
797 je:
- Deficientní číslo
- Prvočíslo
- Nešťastné číslo

## Astronomie
- (797) Montana je planetka hlavního pásu, kterou objevil v roce 1914 Holger Thiele

## Roky
- 797
- 797 př. n. l.